# São Gonçalo do Gurguéia
São Gonçalo do Gurguéia est une municipalité brésilienne située dans l'État du Piauí.